# Porsche 914
Porsche 914 або VW-Porsche 914 — це среднемоторний двомісний родстер з дахом тарга. Розроблявся і продавався спільно компаніями Volkswagen і Porsche з 1969 по 1976 роки. Перший прототип з'явився 1 березня 1968 року. Після смерті глави Фольксвагена Хайнца Нордхоффа в квітні 1968 року, новий глава правління Курт Лоц не зміг знайти спільну мову з родиною Porsche, і оригінальний проєкт провалився. Це вплинуло на подальший розвиток народного автомобіля від Porsche і ціну 914, що наблизилася до 911-го, в основному через нове шасі.

## Двигуни
- 1.7 л Volkswagen Type 4 F4 80 к.с.
- 1.8 л Volkswagen Type 4 F4 86 к.с.
- 2.0 л Volkswagen Type 4 F4 100 к.с.
- 2.0 л Type 901/36 F6 110 к.с. (914/6)

## Ресурси Інтернету
- Offizieller Volkswagen-Steckbrief zum VW-Porsche 914
- Technische Daten zu den Porsche 914 Modellen [Архівовано 12 квітня 2013 у Wayback Machine.]
- Artikel über Porsche 914/6 von Tony Dron
- PORSCHE 914 SECTOR – ein Treffpunkt rund um den 914 – Videos, News, Daten etc. [Архівовано 29 листопада 2020 у Wayback Machine.]